# Secrets in the Walls
Secrets in the Walls ist ein US-amerikanischer Fernseh-Horrorfilm des Regisseurs Christopher Leitch, in dem die Schauspielerin Jeri Ryan mitspielte. Er wurde am 24. Oktober 2010 in den Vereinigten Staaten auf dem Lifetime Movie Network erstausgestrahlt. Die DVD-Fassung folgte am 20. September 2011.

## Handlung
Die beiden Schwestern Molly und Lizzie ziehen gemeinsam mit ihrer Mutter Rachel aus der Stadt in ein altes Haus in einem Vorort. Nach einigen seltsamen Vorfällen beginnt Rachel über die Geschichte des Hauses nachzuforschen und findet heraus, dass es in den 1950ern der siebzehnjährigen Deutschen Greta und ihrem gewalttätigen Ehemann gehörte. Greta verschwand in dieser Zeit spurlos.
Bei einer Durchsuchung des Hauses entdecken Rachel und ihr Bruder schließlich Gretas Skelett eingenagelt hinter der Wand von Lizzies Schlafzimmer. Die Kratzspuren auf der hölzernen Rückseite der Wand lassen darauf schließen, dass Greta dort lebendig eingenagelt wurde. Beide gehen davon aus, dass Greta mit der Entdeckung ihrer sterblichen Überreste in Frieden Ruhen kann. Nachdem sie aber so lange eingesperrt war und damit quasi um ihr restliches Leben betrogen wurde, ist sie nicht willens, sich den Wünschen der beiden zu fügen. Sie verwendet ihre Macht, um durch eine Halskette, die ihr gehörte, als sie noch am Leben war, mit der gleichaltrigen Lizzie Plätze zu tauschen. Einzig Lizzies Schwester Molly, der sonst keiner Glauben schenkt, fällt der Wechsel auf.
In der Zwischenzeit tritt Rachels Freundin, die im Umgang mit Geistern erfahren ist, zum Geschehen hinzu, um Gretas Geist zu entfernen. Sie bemerkt nicht, dass Greta und Lizzie Plätze getauscht haben. Glücklicherweise stört Molly das Ritual, welches die vermeintliche Greta in das Jenseits befördern soll, und verhindert damit, dass Lizzie an Gretas Stelle verbannt wird. Nachdem sie die Störung erklärt hat, fällt es Rachel am nächsten Tag nicht schwer, so zu tun, als wäre sie unwissend und schafft es dadurch, Lizzies Körper in das Haus zurückzulocken. Im großen Stiegenhaus überrumpelt sie schließlich Greta und fragt sie, ob sie wisse, warum sie ihre Tochter Lizzie genannt hat. Dies ist eine Frage, welche die echte Lizzie sofort beantworten könnte. Greta hat davon natürlich keine Ahnung und die beiden beginnen zu kämpfen. Rachel, die Lizzie/Greta an das Geländer des Treppenhauses drückt, fordert Lizzie dazu auf, Greta abzuschütteln und in ihren eigenen Körper zurück zu wechseln. Mit letzter Kraft versucht sich Greta zu wehren und fällt dabei die Stiege hinunter. Durch den Aufprall verletzt sie sich schwer, allerdings fällt dabei auch die Halskette, durch welche Greta Lizzie kontrollierte, ab und entlässt Greta in das Haus, das seit den 1950ern ihr Gefängnis war.
Nach mehreren Minuten der Bewusstlosigkeit wacht Lizzie schließlich mit den Worten „Du nanntest mich Elisabeth, weil sie so stark war“, auf. Dies ist ein Verweis auf Rachels Lieblingsbuch Stolz und Vorurteil. Rachel verlässt schließlich mit Molly und Lizzie das Haus, nur um zu erkennen, dass die Maklerin, die ihnen das Haus verkauft hatte, bereits neue Interessenten hineinführt. Rachel fühlt sich moralisch dazu verpflichtet, den potenziellen Käufer von ihren Erfahrungen und der Vergangenheit des Hauses zu berichten. Diese halten sie aber für verrückt und ignorieren die Warnung.
Rachel scheint allerdings mit dem Versuch zufrieden zu sein und fährt mit ihren beiden Töchtern und ihrem Bruder davon. Die allerletzte Szene zeigt, wie die neuen Eigentümer in das Haus gehen und Gretas Geist von einem der Fenster im Obergeschoss auf sie hinunterstarrt.